# 赤間慎

## 略歴
音楽プロデューサーでキーボーディストの門倉聡に師事。ドラム・パーカッション奏者として活動中。2005年、愛と勇気がキャッチコピーのピアノロックトリオラクライ結成。関口知宏のOnly1主題歌を担当。2009年5人組のハードロックバンドRE-ARISE結成。2022年にのインスト・バンドwarp jam結成。

## メディア
2024年2月5日 THE WORLD'S HEAVIEST HEAVY METAL MAGAZINE BURRN! 2024年3月号にインタビュー記事および写真掲載
2024年1月23日 渋谷クロスFM「竹内 藍のAiTube」第322回 ゲスト出演(DioKen & 赤間慎)

## 演奏活動

### バンド・ユニット
ラクライ
メンバー
- ラクライ太陽(Pf,Vo,Cho,Design.)
- 毛利泰士(Bass,Vo,Cho)
- 赤間慎(Drums,Vo,Cho)

RE-ARISE
メンバー
- Vo: Dioken
- G: 志村 "Punky" 広司 (ex.東京X-RAY,ex.ALKALOID)
- B: 横山 "SOHGO" 壮五 (ex.東京X-RAY)
- Ds: 赤間 "MATIN" 慎
- Kb: 佐々木 "SAXON" 聡作 (ex.ALKALOID)

warp jam
メンバー
- ワキマル・ジュンイチ（作曲・ピアノ）
- Masahito（ベース）
- 赤間慎（ドラム）

## 参加アーティスト

### レコーディング
- arp
- BEACH BOYS(TRIBUTE)
- BETTA FLASH
- Chabye
- CHEMISTRY
- CLAIR
- Emi-ra
- EPO
- erico
- HIDE×HIDE
- LADY BEAT MANIAX
- Le Couple
- NONA REEVES
- MASAKI IKEDA
- MISSION
- PAOZ
- Pigeon's Milk
- RE-ARISE
- YAE
- 相曽晴日
- 相田翔子
- 安月名莉子
- 今井麻美
- 梅星
- 大本友子
- 男前豆腐店株式会社
- 加藤和樹
- キジ☆ムナ
- 鬼頭つぐる
- 清永雅也
- 小池映
- 昆夏美
- 小山りえ
- 西城秀樹
- 佐田玲子
- 末松一人
- 鈴木羊
- 鈴木慶江
- 田仲泰子
- 田野崎文
- 玉置成実
- つじあやの
- 中澤真由
- 中ひとみ
- 中山エミリ
- 夏川りみ
- 西寺郷太
- 西脇唯
- 野田幹子
- 橋本克
- はなわ
- 浜田麻里
- 比屋定篤子
- 藤岡正明
- 藤田恵美
- ふれあい
- 平家みちよ - みちよ
- マイナスターズ
- 槇原敬之
- 水樹奈々
- 森山公一
- 矢野絢子
- 米倉千尋
- ラクライ

### LIVE
- arp
- BETTA FLASH
- Chabye
- CHEN MIN
- Emi-ra
- AKE SHIMABUKURO
- HIDE×HIDE
- ichiro
- LADY BEAT MANIAX
- Le Couple
- m.c.A・T
- NON
- MASAKI IKEDA
- MISSION
- onoroff
- RE-ARISE
- REMI
- Wax
- YAE
- 相曽晴日
- イクタ☆アイコ
- 石井聖子
- 石垣 秀基
- 泉谷しげる
- 岩男潤子
- 大倉めぐみ
- 大貫妙子
- 大本友子
- 男前豆腐店株式会社
- 尾上秀樹
- 小野正利
- 温泉たまご
- 加藤和樹
- かとうれいこ
- キジ☆ムナ
- 鬼頭つぐる
- 清永雅也
- 黒田裕美
- 子安フミ
- 小山りえ
- 斉藤ノヴ
- 坂本美雨
- 清水一雄
- 末松一人
- 鈴木羊
- 瀬川信二
- 竹中直人
- 田中雅之
- 玉置成実
- 土岐麻子
- つじあやの
- 土屋アンナ
- 仲井戸 “CHABO” 麗市
- 中澤真由
- 中山エミ
- 夏木マリ
- 野田幹子
- 橋本克
- はなわちえ
- 濱田貴司
- 日野美歌
- 平井 真美子
- 藤井尚之
- 藤岡正明
- 平家みちよ - みちよ
- マリアーノ・ゴンザレス
- 未映子
- 水野佐彩
- 水戸納豆レーシング
- 雅原慶
- メトロトリップ
- 森山公一
- 山口光貴
- 山田路子
- ラクライ
- ワキマル・ジュンイチ
- 渡辺美里

### TVドラマ
- 土曜ドラマ サギデカ(Rec) NHKアーカイブス「土曜ドラマ サギデカ」
- 光とともに…〜自閉症児を抱えて〜(Rec)日テレ「光とともに...」公式サイト

### TVCM
- ミツカン 味ぽん(Rec)
- 花王 ニュービーズ(Rec)

### 映画
- トワイライトささらさや(Rec)[6]
- 夏音(Rec)[7]

### 舞台、ミュージカル
ゲゲゲの先生へ(出演)
原案：水木しげる 脚本・演出：前川知大
出演：佐々木蔵之介、松雪泰子、水田航生、水上京香、手塚とおる、池谷のぶえ、浜田信也、盛隆二、森下創、大窪人衛、白石加代子
2018年10月8日（月・祝）～21日（日）東京都 東京芸術劇場 プレイハウス
2018年10月27日（土）・28日（日）長野県 まつもと市民芸術館 主ホール
2018年11月2日（金）～5日（月）大阪府 森ノ宮ピロティホール
2018年11月9日（金）～11日（日）愛知県 穂の国とよはし芸術劇場PLAT 主ホール
2018年11月14日（水）宮崎県 メディキット県民文化センター 演劇ホール
2018年11月17日（土）・18日（日）福岡県 北九州芸術劇場 大ホール
2018年11月22日（木）・23日（金・祝）新潟県 りゅーとぴあ 新潟市民芸術文化会館
世界でいちばん美しい～鎌倉物語～(出演)
原作：藤谷 治「世界でいちばん美しい」（小学館文庫刊）
脚本・作詞・演出：菅野こうめい 音楽：かみむら周平
出演：横原悠毅(IMPACTors/ジャニーズJr).、椿 泰我(IMPACTors/ジャニーズJr.)、蒼乃夕妃、柳 美稀、原田優一、ブラザートム
演奏：かみむら周平（Ky）、岩永知佳（Ky）、大島 純（cel） 、赤間 慎（Dr,Per.）
＜東京公演＞2022年10月28日(金)～11月6日(日) 品川プリンスホテル ステラボール
＜大阪公演＞2022年11月11日(金)～11月13日(日) COOL JAPAN PARK OSAKA WWホール
シティボーイズミックスPRESENTS『NOTA ~恙無き限界ワルツ~』(Rec) 2003年公演作品
作：坪田塁、丸二祐亮、シティボーイズ、中村有志　作・演出：細川徹
出演：大竹まこと、きたろう、斉木しげる、中村有志、YOU、五月女ケイ子
音楽：西寺郷太(ノーナ・リーヴス)
発売元：WOWOW　販売元：コロムビアミュージックエンタテインメント
桃山ビートトライブ(Rec)
原作：天野純希「桃山ビート・トライブ」（集英社文庫刊）
脚本：金沢知樹、演出：大関真、音楽：濱田貴司、舞台監督：西川也寸志
美術：松生紘子、照明：高橋朋也、音響：今村太志、殺陣：武智健二、衣裳：阿部美千代
ヘアメイク：武藤妙子・小田福子、所作指導・振付：花柳榮輔、演出助手：きまたまき
制作助手：深田純、現場制作：古河聰・椎木三奈、宣伝美術：細見龍司、宣伝写真：角田勇太
リサーチ：長谷川嘉輝、制作：倉重千登世、企画：座間隆司、企画協力：集英社
音楽協力：津軽三味線：小山豊・津軽三味線小山会、篠笛：山田路子・小泉なおみ、ジャンベ：赤間慎
協力：Ask、EXPG STUDIO BY LDH、MIHYプロデュース、えりオフィス、LDH JAPAN、オウサム、太田プロダクション、ギグマネジメントジャパン、グランジェット、劇団ハーベスト、サウンドクラフトライブデザイン社、ジェイピィールーム、ジャニーズ事務所、ジャパンアクションエンタープライズ、スーパーエキセントリックシアター、ソニー・ミュージックアーティスツ、東京三光、トルチュ、ニューウォーカーズ、箱馬研究所、REMIX 、レッド・エンタテインメント・デリヴァー、Red Print(五十音順)
主催：「もっと歴史を深く知りたくなるシリーズ」製作委員会（テレビ朝日ミュージック／ローソンチケット）

### ゲーム
- METAL MAX メタルマックスシリーズ (Rec)
- 『メタルマックス』25周年 ファン感謝復活祭（Live）～WANTED!!～」（Live）[12]
- RAY CRISIS（レイクライシス） (Rec)

## リンク
- ラクライ公式 WEB SITE
- Re-Arise Official (rearise.official) - Facebook
- SHIN AKAMA COLUMN
- warp jam (warpjam) - note